# Episodi di Dragnet (serie televisiva 1967) (terza stagione)
La terza stagione della serie televisiva Dragnet è andata in onda negli Stati Uniti dal 19 settembre 1968 al 17 aprile 1969 sulla NBC.
| nº | Titolo originale            | Prima TV USA      | Titolo italiano | Prima TV Italia |
| -- | --------------------------- | ----------------- | --------------- | --------------- |
| 1  | Public Affairs - DR-07      | 19 settembre 1968 |                 |                 |
| 2  | Juvenile - DR-05            | 26 settembre 1968 |                 |                 |
| 3  | Community Relations - DR-10 | 3 ottobre 1968    |                 |                 |
| 4  | Management Services - DR-11 | 10 ottobre 1968   |                 |                 |
| 5  | Police Commission - DR-13   | 17 ottobre 1968   |                 |                 |
| 6  | Homicide - DR-06            | 24 ottobre 1968   |                 |                 |
| 7  | Robbery - DR-15             | 7 novembre 1968   |                 |                 |
| 8  | Public Affairs - DR-12      | 14 novembre 1968  |                 |                 |
| 9  | Training - DR-18            | 21 novembre 1968  |                 |                 |
| 10 | Public Affairs - DR-14      | 28 novembre 1968  |                 |                 |
| 11 | Narcotics - DR-16           | 5 dicembre 1968   |                 |                 |
| 12 | Internal Affairs - DR-20    | 12 dicembre 1968  |                 |                 |
| 13 | Community Relations - DR-17 | 2 gennaio 1969    |                 |                 |
| 14 | Homicide - DR-22            | 9 gennaio 1969    |                 |                 |
| 15 | B.O.D. - DR-27              | 23 gennaio 1969   |                 |                 |
| 16 | Narcotics - DR-21           | 30 gennaio 1969   |                 |                 |
| 17 | Administrative Vice - DR-29 | 6 febbraio 1969   |                 |                 |
| 18 | The Joy Riders              | 13 febbraio 1969  |                 |                 |
| 19 | Frauds - DR-28              | 20 febbraio 1969  |                 |                 |
| 20 | Juvenile - DR-19            | 27 febbraio 1969  |                 |                 |
| 21 | Burglary - DR-31            | 6 marzo 1969      |                 |                 |
| 22 | Vice - DR-30                | 13 marzo 1969     |                 |                 |
| 23 | Forgery - DR-33             | 20 marzo 1969     |                 |                 |
| 24 | Juvenile - DR-32            | 27 marzo 1969     |                 |                 |
| 25 | Juvenile - DR-35            | 3 aprile 1969     |                 |                 |
| 26 | Frauds - DR-36              | 10 aprile 1969    |                 |                 |
| 27 | Intelligence - DR-34        | 17 aprile 1969    |                 |                 |

## Public Affairs - DR-07
- Prima televisiva: 19 settembre 1968
- Diretto da: Jack Webb
- Scritto da: Burt Prelutsky

### Trama
- Guest star: Dick Anthony Williams (Mondo Mambamba), Dennis McCarthy (sergente Dan Cooke), Stacy Harris (Tom Higgins), Howard Hesseman (Jesse Chaplin), Sidney Clute (Harry Wilson), Lou Wagner (John Dietz), Penny Gaston (Diane Newcombe), Chuck Bowman (annunciatore), Speedy Zapata (Jay Herrera), Charles Brewer (Charlie Varco), Don Ross (Monty Warren), Anthony Eisley (Chuck Bligh)

## Juvenile - DR-05
- Prima televisiva: 26 settembre 1968
- Diretto da: Jack Webb

### Trama
- Guest star: Stefan Arngrim (Danny Meriton), Robert Clarke (Fuller), Gary Tigerman (George Fuller), Jenny Sullivan (Marianna Brenner), Clark Howat (tenente Bongard), Ed Deemer (ufficiale Beck), Alfred Shelly (ufficiale Gurowski), David Carlile (ufficiale Ryan), Don Ross (ufficiale Howard), Cliff Sales (ufficiale Henderson), Jeff Malloy (ufficiale Rowley), Eve Brent (Mrs. Fuller), Merry Anders (poliziotta Dorothy Miller), Joy Ellison (Sharon Malden)

## Community Relations - DR-10
- Prima televisiva: 3 ottobre 1968
- Diretto da: Jack Webb
- Scritto da: Alf Harris

### Trama
- Guest star: Mittie Lawrence (Elinor Evans), Bert Holland (Carl Rogers), Rafer Johnson (tenente Ed Henry), William Elliott (Alec Harper), Reveta Lynn Franklin (Betty Jewell), Don Newsome (George Lower), O. J. Simpson (comparsa), John C. Johnson (Dick Roberts), Joel Fluellen (Tom Foster), Don Marshall (ufficiale Dave Evans)

## Management Services - DR-11
- Prima televisiva: 10 ottobre 1968
- Diretto da: Jack Webb
- Scritto da: James Doherty

### Trama
- Guest star: Ed Deemer (sergente Blakely), Art Balinger (capitano Brown), Clark Howat (ispettore Hagan), Marc Hannibal (ufficiale McNevin), Jeff Malloy (ufficiale Cragnotti), S. John Launer (vice Chief Houghton), Vince Williams (reporter), Bill Baldwin (reporter), Cliff Sales (ufficiale Kenady), Alfred Shelly (tenente Ward), Lew Brown (operatore radio), Yvonne Lime (Policewoman Gloria Harber), Robert Patten (sergente Gunn)

## Police Commission - DR-13
- Prima televisiva: 17 ottobre 1968
- Diretto da: Jack Webb
- Scritto da: Robert I. Holt

### Trama
- Guest star: Nydia Westman (Phoebe Kensington), John Dennis (Perry Chance), John Sebastian (Eddie Chance), Art Gilmore (capitano Milemore), Marco Antonio (Danny Galindo), Pilar Del Rey (Maria Aruba), Vince Williams (Gary Houston), Eve McVeagh (Margaret Chance), Larry Pennell (John Anzo)

## Homicide - DR-06
- Prima televisiva: 24 ottobre 1968
- Diretto da: Jack Webb
- Scritto da: Robert C. Dennis

### Trama
- Guest star: Dee Carroll (Virna Sellick), Stuart Nisbet (Lofkin), Virginia Vincent (Edie Augburn), Del Moore (Roy Sellick), Julian Brown (Wheeler), Art Balinger (capitano Brown), Sam Edwards (George Haller), Randy Stuart (Eileen Gannon)

## Robbery - DR-15
- Prima televisiva: 7 novembre 1968
- Diretto da: Jack Webb
- Scritto da: James Doherty

### Trama
- Guest star: Don Ross (sergente Dick Reed), William Boyett (sergente Bill Pailing), Jeff Burton (sergente Mac Johnson), Alfred Shelly (sergente Hank Seret), Jon Shank (Hippie), Chet Stratton (Clarence Beach), John Nolan (Rogers), Carlos Romero (Juan), Kenneth Washington (ufficiale Bray), John Bryant (Ray), Marco Antonio (sergente Al Fuentes), King Moody (camionista), Lillian Bronson (Bird Lady), Don Stewart (agente di polizia), Robert Patten (sergente Jack Williams), Elaine Devry (Irene Gorman)

## Public Affairs - DR-12
- Prima televisiva: 14 novembre 1968
- Diretto da: Jack Webb
- Scritto da: James Cohen, James Doherty

### Trama
- Guest star: Edward Faulkner (Jim Shepherd), Douglas Kennedy (ispettore Mills), Clark Howat (capitano Shannon), Art Gilmore (capitano Colwell), Chuck Bowman (reporter), Bill Baldwin (reporter), Robert Clarke (Roomer), Vince Williams (Harry), Olan Soule (Ray Murray), Ed Deemer (sergente Sherman), Byron Morrow (ispettore McAllister), Lew Brown (Roger Franks)

## Training - DR-18
- Prima televisiva: 21 novembre 1968
- Diretto da: Jack Webb
- Scritto da: Robert C. Dennis

### Trama
- Guest star: Clark Howat (capitano Hoy), Eve Brent (sergente Connie Speck), Virginia Gregg (Dorothy Lee), Susan Seaforth Hayes (Joyce Anderson), Judy Jordan (Carol Winters), Don Stewart (Ross Landa)

## Public Affairs - DR-14
- Prima televisiva: 28 novembre 1968
- Diretto da: Jack Webb
- Scritto da: Alf Harris

### Trama
- Guest star: Herb Vigran (Pete Gulka), Howard Culver (Harold Wilson), Virginia Gregg (Lisa Ruby), John Hudson (tenente Bob Kearney), Del Moore (Charles Dalton)

## Narcotics - DR-16
- Prima televisiva: 5 dicembre 1968
- Diretto da: Jack Webb
- Scritto da: Burt Prelutsky

### Trama
- Guest star: Clark Howat (capitano Trembly), Alex Wilson (agente di polizia), Heather Menzies (Ann Flynn), Thomas Bellin (Al Bertino), Judy Jenson (Martha), Howard Culver (Robert Squire)

## Internal Affairs - DR-20
- Prima televisiva: 12 dicembre 1968
- Diretto da: Jack Webb
- Scritto da: James Doherty

### Trama
- Guest star: Martin Milner (ufficiale Pete Malloy), John McCook (Ed Hillier), Peter Duryea (John Meadows), Kent McCord (ufficiale Jim Reed), Linda Weeks (Alice Jenkins), Tracy Vance (Mary Kay Morton), Cliff Sales (ufficiale Tom Pollack), Penny Gaston (Patsy Cronin), Hal England (Harry Burns), Anne Whitfield (Irene Hillier), Art Gilmore (tenente Moore), Jack Sheldon (Ted Nichols)

## Community Relations - DR-17
- Prima televisiva: 2 gennaio 1969
- Diretto da: Jack Webb
- Scritto da: Alf Harris

### Trama
- Guest star: Walter Brooke (capitano Fuller), Art Gilmore (capitano Walton), Morris Erby (sergente Tom Benson), William Boyett (sergente Sam Hunter), Robert Cleaves (tenente Jurgens), Don Ross (sergente Scott), Marshall Reed (tenente Phil Johnson), Sid McCoy (sergente Ron Nelson), John Hudson (sergente Tom Wallen), Ray Montgomery (tenente John Rule), Leonard Stone (sergente Keith Barrett)

## Homicide - DR-22
- Prima televisiva: 9 gennaio 1969
- Diretto da: Jack Webb
- Scritto da: James Doherty

### Trama
- Guest star: Jill Banner (Eve Wesson), Alfred Shelly (Jack Swan), Art Balinger (capitano Brown), Len Wayland (ufficiale Dave Dorman), Don Ross (Glen), Burt Mustin (Calvin Lampe)

## B.O.D. - DR-27
- Prima televisiva: 23 gennaio 1969
- Diretto da: Jack Webb
- Scritto da: James Doherty

### Trama
- Guest star: Vic Perrin (John Franklin), Len Wayland (capitano Stanley), David Bond (Henry), Nydia Westman (Mrs. Morrison), Judd Laurance (Male Hippie), Pamela McMyler (ragazza hippie), Susan Seaforth Hayes (poliziotta Olson), Rhoda Williams (Mrs. Maynard), Charles Brewer (ufficiale Idings), Pilar Del Rey (Mrs. Alvarez), Ed Deemer (sergente Slagle), Robert Carricart (Diedrich), Tim Donnelly (Morris), Grant Williams (padre Barnes), Roy Glenn (Farrell)

## Narcotics - DR-21
- Prima televisiva: 30 gennaio 1969
- Diretto da: Jack Webb
- Scritto da: Burt Prelutsky

### Trama
- Guest star: Lew Brown (ufficiale Mason), Robert Patten (ufficiale Young), Don Stewart (ufficiale Elinson), Don Dubbins (Bob Buesing), Jack Sheldon (Leon Hardy), Clark Howat (capitano Al Trembly)

## Administrative Vice - DR-29
- Prima televisiva: 6 febbraio 1969
- Diretto da: Jack Webb
- Scritto da: James Doherty

### Trama
- Guest star: John Dennis (Bookie), Elaine Devry (Maggie Hinton), Clark Howat (capitano Nelson), Anthony Eisley (tenente Chris Drucker)

## The Joy Riders
- Prima televisiva: 13 febbraio 1969
- Diretto da: Jack Webb
- Scritto da: Preston Wood

### Trama
- Guest star: John McCook (ufficiale Keefer), Mickey Sholdar (Vern Bayliss), Peggy Webber (Eunice Austin), S. John Launer (Michael Chatterton), Dee Carroll (Mrs. Chatterton), Robert Clarke (Phillip Geiger), Ed Deemer (sergente Bailey), Don Ross (sergente Parker), Heather Menzies (Nora Chatterton), Lou Wagner (Andy Raynor), Charles Brewer (ufficiale Lathrop), Michael Burns (Harold Austin)

## Frauds - DR-28
- Prima televisiva: 20 febbraio 1969
- Diretto da: Jack Webb
- Scritto da: Burt Prelutsky

### Trama
- Guest star: Florence Lake (Elvira Norton), Jack Sheldon (Levin), Sidney Clute (Mr. Ferber), Bert Holland (Harvey Peterson), Herb Vigran (Mr. Ferguson)

## Juvenile - DR-19
- Prima televisiva: 27 febbraio 1969
- Diretto da: Jack Webb
- Scritto da: James Doherty, Robert C. Dennis

### Trama
- Guest star: Edward Faulkner (Lawrence Devon), Logan Harbaugh (Chris Devon), Stacy Harris (dottor Manning), Elizabeth Knowles (Marion Devon), Ron Pinkard (ufficiale McKee), Frankie Kabott (Andy Fulkerson), Len Wayland (capitano Morris), Vinton Hayworth (giudice Crosson), Cathleen Cordell (Mrs. Sadler)

## Burglary - DR-31
- Prima televisiva: 6 marzo 1969
- Diretto da: Jack Webb
- Scritto da: Burt Prelutsky

### Trama
- Guest star: John Nolan (Dave Breslin), Stuart Nisbet (George Curvey), Robert Brubaker (Mort Kelly), Mickey Sholdar (Bob Snow), Vince Williams (tenente Murrow), Tim Donnelly (Stanley Stover)

## Vice - DR-30
- Prima televisiva: 13 marzo 1969
- Diretto da: Jack Webb
- Scritto da: James Doherty

### Trama
- Guest star: John Sebastian (Nate Calvin), Len Wayland (capitano Nelson), G. D. Spradlin (Tom Arbyrd), Bobby Troup (Harry Mahan), John Gilgreen (giocatore di poker), Chanin Hale (Dottie Taylor)

## Forgery - DR-33
- Prima televisiva: 20 marzo 1969
- Diretto da: Jack Webb
- Scritto da: Burt Prelutsky

### Trama
- Guest star: Don Ross (ufficiale Kiser), Jill Banner (Sondra Thompson), Angel Tompkins (Sarah Phillips), Julie Bennett (Angela Tigley), Maxine Greene (Dixie Lester), James Oliver (Ralph Harmon), Malila Saint Duval (Lisa Anderson), Clark Howat (capitano Frankel), Gary Crosby (Blake Thompson)

## Juvenile - DR-32
- Prima televisiva: 27 marzo 1969
- Diretto da: Jack Webb
- Scritto da: Jack E. Barrett, James Doherty

### Trama
- Guest star: Mickey Sholdar (Paul Sutherland), Heather Menzies (Lisa Bogart), Peggy Webber (Mary Tucker), Jack Sheldon (Ted Patterson), Don Ross (Don Hale), Michelle Grumet (Donna Halpern), Dee Carroll (Diane Conway), Stacy Harris (dottor Robert Corley), Speedy Zapata (Rudy Herrera), Virginia Vincent (Sylvia Crystal)

## Juvenile - DR-35
- Prima televisiva: 3 aprile 1969
- Diretto da: Jack Webb
- Scritto da: Burt Prelutsky

### Trama
- Guest star: Morris Erby (dottor Carl Felton), Howard Culver (dottor Larry Fields), Virginia Gregg (Mrs. Smith), Harry Bartell (capo Johnson), Alfred Shelly (Mike), Lou Wagner (custode), Ed Deemer (sergente Fred Norton), Stuart Nisbet (Thaddeus White), Shannon Farnon (Dorothy Wickersham)

## Frauds - DR-36
- Prima televisiva: 10 aprile 1969
- Diretto da: Jack Webb
- Scritto da: James Doherty

### Trama
- Guest star: Natalie Masters (padrona di casa), Chet Stratton (Henri), Chanin Hale (Helen Zimmerman), Bert Holland (David Williams), David Carlile (Robert Weston), Sam Edwards (Steve Houseman), Anthony Eisley (Fred Wayman)

## Intelligence - DR-34
- Prima televisiva: 17 aprile 1969
- Diretto da: Jack Webb
- Scritto da: James Doherty

### Trama
- Guest star: Peter Duryea (Paul Reed), Len Wayland (Jack Courtney), Stacy Harris (Frank Baker), Clark Howat (capitano Brooks)